# Lao Airlines

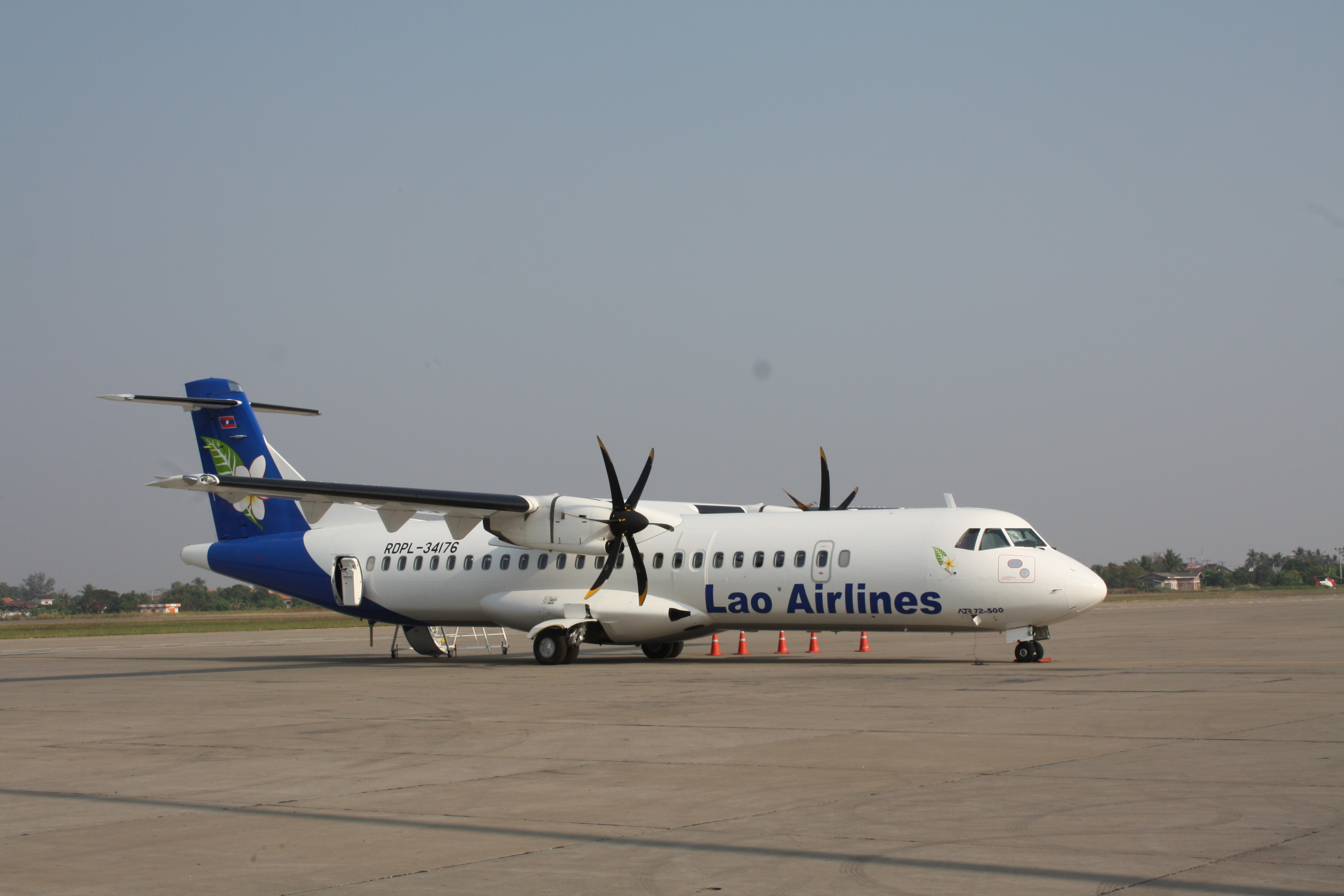
ATR72-500, letadlo společnosti

Lao Airlines (laosky: ການ ບິນ ລາວ) je laoská národní letecká společnost se sídlem v Laosu na letišti Vientiane, která vznikla v září 1976.

## Destinace
Společnost provozuje vnitrostátní i mezinárodní lety do zemí jako je Čína, Kambodža, Thajsko, Vietnam a Singapur. Létá například do těchto destinací: Phnompenh, Siem Reap, Kanton, Kchun-ming, Singapur, Bangkok, Čiang Mai, Danang, Hanoj, Ho Či Minovo Město.

## Nehody
- 16. října 2013 se letadlo společnosti během vnitrostátního letu zřítilo do řeky Mekong na jihu země, přičemž zemřelo všech 49 lidí, kteří pocházeli z 11 zemí.